# BC Budivelnyk
El BC Budivelnyk fue un equipo de baloncesto ucraniano con sede en la ciudad de Kiev, que compitió en la Superliga de Baloncesto de Ucrania hasta la temporada 2017-18. En junio de 2018, el equipo desapareció debido a las deudas abiertas a las que no pudo hacer frente. Todavía ostenta el récord de campeonatos ucranianos con 10 ligas y 4 copas. Disputaba sus partidos en el Kiev Sports Palace, con capacidad para 7000 espectadores.
Por sus filas pasaron jugadores de la talla de Vladimir Tkachenko, Aleksandr Belostenny o Aleksandr Volkov.

## Nombres
- Stroitel (hasta 1989)
- Improservice (1994-1995)
- Budivelnik Horda (1995-1997)
- Budivelnik (1997-2018)

## Palmarés
- Campeón Superliga de baloncesto de Ucrania (10): 1992, 1993, 1994, 1995, 1996, 1997, 2011, 2013, 2014, 2017.
  - Subcampeón Superliga de baloncesto de Ucrania (4): 1998, 2009, 2010, 2016.
- Campeón Copa de Ucrania (4): 1996, 2012, 2014, 2015.
- Campeón Copa UBL (1): 2009.
  - Finalista UBL: 2009.
- Semifinales Eurocup: 2012-13.
- Campeón Liga Unión Soviética (1): 1989.
  - Subcampeón Liga Unión Soviética (6): 1965, 1966, 1977, 1979, 1981, 1982.
- Subcampeón Copa Unión Soviética (2): 1969, 1972.